# Нью-Ютрект-авеню / 62-я улица (Нью-Йоркское метро)
Нью-Ютрект-авеню / 62-я улица (англ. New Utrecht Avenue / 62nd Street) — один из пересадочных узлов Нью-Йоркского метро, в его состав входят наземная и эстакадная станции.  Узел находится в Бруклине, в округах Бенсонхарст и Боро-парк, на пересечении Нью-Ютрект авеню и 62-й улицы.
В пересадочный узел входят станции следующих линий:
- линия Си-Бич, Би-эм-ти,
- линия Уэст-Энд, Би-эм-ти.

На станциях пересадочного узла останавливаются маршруты:
- D, N (круглосуточно),
- W (часть рейсов в часы пик в пиковом направлении).

До постройки нынешних линий метро, в 1920-х годах на этом месте был железнодорожный узел, именующийся Bath Junction. Между линиями были съезды, разобранные во время строительства метрополитена.

## Платформы линии Си-Бич, Би-эм-ти
|   |   |   |   |   |   |
| · | · | · | · | · | · |

|   |   |   |   |   |   |
| · | · | · | · | · | · |

«Нью-Ютрект-авеню» (англ. New Utrecht Avenue) — станция Нью-Йоркского метрополитена, расположенная на линии Си-Бич, Би-эм-ти.  На станции останавливаются маршруты N (круглосуточно) и W (часть рейсов в часы пик в пиковом направлении).
Станция наземная, расположена на четырёхпутной линии и представлена двумя боковыми платформами, обслуживающими только внешние (локальные) пути. Два центральных экспресс-пути не используются для маршрутного движения поездов, и за всю историю подземки использовались только в 1967 — 1968 годах часпиковым суперэкспрессом NX. Западный экспресс-путь разобран на некоторых участках и отключён от линии, поэтому линия фактически является трёхпутной, а восточный экспресс-путь может использоваться для движения в обоих направлениях. С обоих концов станция расположена в тоннелях (под путепроводами). В западной части станции платфоры несколько шире.
С западного конца станции расположен переход на соседнюю станцию пересадочного узла. Там же расположен основной выход со станции. Ещё один выход расположен с восточного конца платформ. Он представлен только полноростовыми турникетами, хотя раньше тоже был основным. Этот выход приводит к перекрёстку 15-й авеню с 63-й улицей. Первый выход включён в список национальных исторических мест в 2005 году.

## Платформы линии Уэст-Энд, Би-эм-ти
|   |   |   |   |   |   |   |
| · | · | · | · | · | · | · |

|   |   |   |   |   |   |   |
| · | · | · | · | · | · | · |

«62-я улица» (англ. 62nd Street) — станция Нью-Йоркского метрополитена, расположенная на линии Уэст-Энд, Би-эм-ти.  На станции останавливается маршрут D (круглосуточно).
Станция расположена на трехпутном участке линии и представлена двумя островными платформами. Поезда используют только внешние (локальные) пути, центральный экспресс-путь не используется для маршрутного движения поездов. Открыта 15 сентября 1916 года, является эстакадной. В октябре 2010 года станция была реконструирована.
Станция имеет два выхода. Оба выхода представлены мезонином и лестницами. Круглосуточный (основной) выход приводит к 62-й улице, предоставляя также пересадку на соседнюю станцию пересадочного узла. Второй выход приводит на 60-ю улицу и представлен только полноростовыми турникетами. Раньше этот выход работал круглосуточно. Второй выход был запечатлен в киноиндустрии: здесь происходит финальная сцена фильма Французский связной.

## Соседние станции
| Условные обозначения |
| для дней и часов работы маршрутов (более точно указано во всплывающих подсказках при этих обозначениях): |
| --- |
| круглосуточно круглосуточно, кроме ночи круглосуточно, кроме будней днём (либо часов пик) в пиковом направлении в будни днём (и, возможно, вечером) в будни круглосуточно в часы пик в будни днём (либо в часы пик) в пиковом направлении в будни днём (либо в часы пик) в направлении, обратном пиковому в выходные ночью ночью и в выходные (и, возможно, вечером) нет движения поездов |

| Предыдущая станция             | ЛинияНазвание станции                   | Следующая станция  |
| ------------------------------ | --------------------------------------- | ------------------ |
| Форт-Гамильтон-Паркуэй · (N W) | линия Си-Бич, Би-эм-ти Нью-Ютрект-авеню | 18-я авеню · (N W) |
| 55-я улица · (D)               | линия Уэст-Энд, Би-эм-ти 62-я улица     | 71-я улица · (D)   |